# 小説現代新人賞
小説現代新人賞（しょうせつげんだいしんじんしょう、1963年 - 2005年）は、講談社が主催していた公募新人文学賞。ジャンルを問わずに中短編小説を募集し、受賞者には賞金100万円が授与され、受賞作は講談社発行の小説誌『小説現代』に掲載された。2006年より小説現代長編新人賞に改組された。

## 受賞作一覧

### 第1回から第10回
| 回（年）         | 賞   | 受賞者     | 受賞作                     |
| ---------------- | ---- | ---------- | -------------------------- |
| 第1回（1963年）  | 受賞 | 中山あい子 | 「優しい女」               |
| 第2回（1964年）  | 受賞 | 長尾宇迦   | 「山風記」                 |
| 第3回（1964年）  | 受賞 | 八切止夫   | 「寸法武者」               |
| 第4回（1965年）  | 受賞 | 竹内松太郎 | 「地の炎」                 |
| 第5回（1965年）  | 受賞 | 伏見丘太郎 | 「悪い指」                 |
| 第6回（1966年）  | 受賞 | 五木寛之   | 「さらば、モスクワ愚連隊」 |
| 第6回（1966年）  | 受賞 | 藤本泉     | 「媼繁昌記」               |
| 第7回（1966年）  | 受賞 | 淵田隆雄   | 「アイヌ遊侠伝」           |
| 第8回（1967年）  | 受賞 | 佐々木二郎 | 「巨大な祭典」             |
| 第9回（1967年）  | 受賞 | 高橋宏     | 「ひげ」                   |
| 第10回（1968年） | 受賞 | 岩井護     | 「雪の日のおりん」         |

### 第11回から第20回
| 回（年）         | 賞   | 受賞者     | 受賞作                           |
| ---------------- | ---- | ---------- | -------------------------------- |
| 第11回（1968年） | 受賞 | 見矢百代   | 「サント・ジュヌビエーブの丘で」 |
| 第12回（1969年） | 受賞 | 笠原淳     | 「漂泊の門出」                   |
| 第13回（1969年） | 受賞 | 渡辺利弥   | 「とんがり」                     |
| 第14回（1970年） | 受賞 | 加堂秀三   | 「町の底」                       |
| 第14回（1970年） | 受賞 | 亀井宏     | 「弱き者は死ね」                 |
| 第15回（1970年） | 受賞 | 赤江瀑     | 「ニジンスキーの手」             |
| 第15回（1970年） | 受賞 | 新宮正春   | 「安南の六連銭」                 |
| 第16回（1971年） | 受賞 | 北川修     | 「幻花」                         |
| 第17回（1971年） | 受賞 | 岡本好古   | 「空母プロメテウス」             |
| 第18回（1972年） | 受賞 | 有明夏夫   | 「FL無宿のテーマ」               |
| 第19回（1972年） | 受賞 | 志野亮一郎 | 「拾った剣豪」                   |
| 第19回（1972年） | 受賞 | 上段十三   | 「TOKYOアナザー鎮魂曲」          |
| 第20回（1973年） | 受賞 | 松木修平   | 「機械野郎」                     |
| 第20回（1973年） | 受賞 | 皆川博子   | 「アルカディアの夏」             |

### 第21回から第30回
| 回（年）         | 賞         | 受賞者       | 受賞作                               |
| ---------------- | ---------- | ------------ | ------------------------------------ |
| 第21回（1973年） | 受賞       | 南原幹雄     | 「女絵地獄」                         |
| 第22回（1974年） | 受賞       | 谷口哲秋     | 「海へのチチェローネ」               |
| 第22回（1974年） | 受賞       | 飯塚伎       | 「屠る」                             |
| 第22回（1974年） | 受賞       | 勝目梓       | 「寝台の方舟」                       |
| 第23回（1974年） | 受賞       | もりたなるお | 「頂」                               |
| 第24回（1975年） | 受賞       | 澤田ふじ子   | 「石女（うまずめ）」                 |
| 第24回（1975年） | 受賞       | 和田頴太     | 「密猟者（ザ・ボウチャー）」         |
| 第25回（1975年） | 受賞       | 芦原公       | 「関係者以外立入り禁止」             |
| 第25回（1975年） | 受賞       | 青木千枝子   | 「わたしのマリコさん」               |
| 第26回（1976年） | 受賞作なし | 受賞作なし   | 受賞作なし                           |
| 第27回（1976年） | 受賞       | 志茂田景樹   | 「やっとこ探偵」                     |
| 第27回（1976年） | 受賞       | 金木静       | 「鎮魂夏」                           |
| 第28回（1977年） | 受賞       | 川上健一     | 「跳べ、ジョー！B・Bの魂が見てるぞ」 |
| 第28回（1977年） | 受賞       | 岩城武史     | 「それからの二人」                   |
| 第29回（1977年） | 受賞       | 羽村滋       | 「天保水滸伝のライター」             |
| 第30回（1978年） | 受賞       | 達忠         | 「横須賀ドブ板通り」                 |

### 第31回から第40回
| 回（年）         | 賞         | 受賞者     | 受賞作                             |
| ---------------- | ---------- | ---------- | ---------------------------------- |
| 第31回（1978年） | 受賞       | 山口明雄   | 「ハリウッドを旅するブルース」     |
| 第31回（1978年） | 受賞       | 山本多津   | 「セカンド・ガール」               |
| 第32回（1979年） | 受賞       | 白河暢子   | 「ウィニング・ボール」             |
| 第32回（1979年） | 受賞       | 後藤翔如   | 「名残七寸五分」                   |
| 第33回（1979年） | 受賞       | 森真沙子   | 「バラード・イン・ブルー」         |
| 第33回（1979年） | 受賞       | 岡江多紀   | 「夜更けにスローダンス」           |
| 第34回（1980年） | 受賞       | 久和崎康   | 「ラインアップ」                   |
| 第35回（1980年） | 受賞       | 阿井渉介   | 「第八東龍丸」                     |
| 第36回（1981年） | 受賞       | 樋口修吉   | 「ジェームス山の李蘭」             |
| 第36回（1981年） | 受賞       | 喜多嶋隆   | 「マルガリータを飲むには早すぎる」 |
| 第37回（1981年） | 受賞       | 高林さわ   | 「ワバッシュ河の朝」               |
| 第38回（1982年） | 受賞作なし | 受賞作なし | 受賞作なし                         |
| 第39回（1982年） | 受賞       | 多島斗志之 | 「あなたは不屈のハンコ・ハンター」 |
| 第39回（1982年） | 受賞       | 越沼初美   | 「テイク・マイ・ピクチャー」       |
| 第40回（1983年） | 受賞       | 飯嶋和一   | 「プロミスト・ランド」             |

### 第41回から第50回
| 回（年）         | 賞         | 受賞者     | 受賞作                             |
| ---------------- | ---------- | ---------- | ---------------------------------- |
| 第41回（1983年） | 受賞作なし | 受賞作なし | 受賞作なし                         |
| 第42回（1984年） | 受賞作なし | 受賞作なし | 受賞作なし                         |
| 第43回（1984年） | 受賞作なし | 受賞作なし | 受賞作なし                         |
| 第44回（1985年） | 受賞       | 山崎光夫   | 「安楽処方箋」                     |
| 第45回（1985年） | 受賞作なし | 受賞作なし | 受賞作なし                         |
| 第46回（1986年） | 受賞       | 松村秀樹   | 「大脳ケービング」                 |
| 第46回（1986年） | 受賞       | 岸間信明   | 「ファイナル・ゲーム」             |
| 第47回（1986年） | 受賞       | 矢吹透     | 「バスケット通りの人たち」         |
| 第48回（1987年） | 受賞       | 加藤栄次   | 「真作譚」                         |
| 第49回（1987年） | 受賞       | 杉元伶一   | 「東京不動産キッズ」               |
| 第50回（1988年） | 受賞       | 馬場真人   | 「グッバイ・ルビー・チューズディ」 |

### 第51回から第60回
| 回（年）         | 賞   | 受賞者     | 受賞作                                     |
| ---------------- | ---- | ---------- | ------------------------------------------ |
| 第51回（1988年） | 受賞 | 薄井ゆうじ | 「残像少年」                               |
| 第52回（1989年） | 受賞 | 香里了子   | 「アスガルド」                             |
| 第53回（1989年） | 受賞 | 都築直子   | 「エル・キャプ」                           |
| 第54回（1990年） | 受賞 | 園部晃三   | 「ロデオ・カウボーイ」                     |
| 第55回（1990年） | 受賞 | 二宮隆雄   | 「疾風伝」                                 |
| 第55回（1990年） | 受賞 | 小川顕太   | 「プラスチック高速桜（スピードチェリー）」 |
| 第56回（1991年） | 受賞 | 小倉千恵   | 「ア フール」                              |
| 第56回（1991年） | 受賞 | 三田つばめ | 「ウォッチャー」                           |
| 第57回（1991年） | 受賞 | 羽島トオル | 「銀の雨」                                 |
| 第58回（1992年） | 受賞 | 水城昭彦   | 「三十五歳、独身。」                       |
| 第59回（1992年） | 受賞 | 渡辺容子   | 「売る女、脱ぐ女」                         |
| 第60回（1993年） | 受賞 | 延江浩     | 「アタシはジュース」                       |

### 第61回から第70回
| 回（年）         | 賞   | 受賞者     | 受賞作                     |
| ---------------- | ---- | ---------- | -------------------------- |
| 第61回（1993年） | 受賞 | 西吾郎     | 「ふざけんな、ミーノ」     |
| 第62回（1994年） | 受賞 | 和田徹     | 「空中庭園」               |
| 第62回（1994年） | 受賞 | 広岡千明   | 「猫の生涯」               |
| 第63回（1995年） | 受賞 | 荒尾和彦   | 「苦い酒」                 |
| 第64回（1996年） | 受賞 | 岩井三四二 | 「一所懸命」               |
| 第65回（1997年） | 受賞 | 宮崎和雄   | 「洗濯機は俺にまかせろ」   |
| 第65回（1997年） | 受賞 | 市山隆一   | 「紙ヒコーキ 飛んだ」      |
| 第66回（1998年） | 受賞 | 竹内真     | 「神楽坂ファミリー」       |
| 第66回（1998年） | 受賞 | 金城一紀   | 「レヴォリューションNo.3」 |
| 第67回（1999年） | 受賞 | 上野哲也   | 「海の空 空の舟」          |
| 第67回（1999年） | 受賞 | 田原弘毅   | 「洗うひと」               |
| 第68回（2000年） | 受賞 | 犬飼六岐   | 「筋違い半介」             |
| 第69回（2001年） | 受賞 | 高尾光     | 「テント」                 |
| 第69回（2001年） | 受賞 | 綿引なおみ | 「弾丸迷走」               |
| 第70回（2002年） | 受賞 | 栗林佐知   | 「私の券売機」             |

### 第71回から第73回
| 回（年）         | 賞   | 受賞者     | 受賞作                         |
| ---------------- | ---- | ---------- | ------------------------------ |
| 第71回（2003年） | 受賞 | 竹村肇     | 「ゴーストライフ」             |
| 第71回（2003年） | 受賞 | 橘かがり   | 「月のない晩に」               |
| 第72回（2004年） | 受賞 | 朝倉かすみ | 「肝、焼ける」                 |
| 第73回（2005年） | 受賞 | 狩野昌人   | 「スリーピーホロウの座敷童子」 |

## 選考委員
- 第01 - 04回：有馬頼義、石原慎太郎、源氏鶏太、柴田錬三郎、松本清張
- 第05 - 07回、第13回：有馬頼義、北原武夫、源氏鶏太、柴田錬三郎、田村泰次郎
- 第08 - 12回：有馬頼義、北原武夫、源氏鶏太、司馬遼太郎、田村泰次郎
- 第14 - 18回：柴田錬三郎、山口瞳、結城昌治、野坂昭如、五木寛之
- 第19 - 42回：池波正太郎、山口瞳、結城昌治、野坂昭如、五木寛之
- 第43 - 52回：阿刀田高、色川武大、津本陽、西村京太郎
- 第53回：阿刀田高、津本陽、西村京太郎
- 第54 - 57回：景山民夫、北方謙三、椎名誠、常盤新平、山田詠美
- 第58 - 59回：北方謙三、椎名誠、常盤新平、山田詠美
- 第60 - 64回：北方謙三、椎名誠、藤堂志津子、常盤新平、山田詠美
- 第65 - 72回：逢坂剛、北方謙三、椎名誠、藤堂志津子、山田詠美
- 第73回：石田衣良、北方謙三、重松清、花村萬月、山田詠美